# Луцій Валерій Потіт (начальник кінноти 331 року до н. е.)
Лу́цій Вале́рій Поті́т (лат. Lucius Valerius Potitus; IV століття до н. е.) — політичний, державний і військовий діяч Римської республіки, начальник кінноти 331 року до н. е.

## Біографія
Походив з патриціанського роду Валеріїв, був сином Гая Валерія Потіта, військового трибуна з консульською владою (консулярного трибуна) 370 року до н. е., братом Гая Валерія Потіта Флакка, консула 331 року до н. е.
331 року до н. е. його призначив своїм заступником — начальником кінноти обраний диктатором для релігійного дійства — забивання цвяха в храмі Юпітера (лат. clavi figendi causa) Гней Квінкцій Капітолін. Диктаторство відбулось через виникнення в Римі незрозумілої хвороби, яка призвела до загибелі багатьох громадян. У її виникненні і поширенні звинуватили гіпотетичну змову римських матрон, про яку доповіла одна рабиня, що начебто поширювали в місті отруту. Внаслідок цього було звинувачено 170 матрон, а ще велика невідома кількість їх наклала на себе руки. Через це було вирішено, що для припинення хвороби має бути проведений відповідний храмовий ритуал, що й здійснили Гней Квінкцій і Луцій Валерій.
З того часу про подальшу долю Луція Валерія Потіта відомостей немає.